# Residenzstraße (München)
Die Residenzstraße ist eine Straße in der Münchner Altstadt. Sie führt parallel zur Theatinerstraße vom Marienhof am Max-Joseph-Platz vorbei bis zum Odeonsplatz. Sie ist benannt nach der an ihr liegenden Münchner Residenz.

## Geschichte

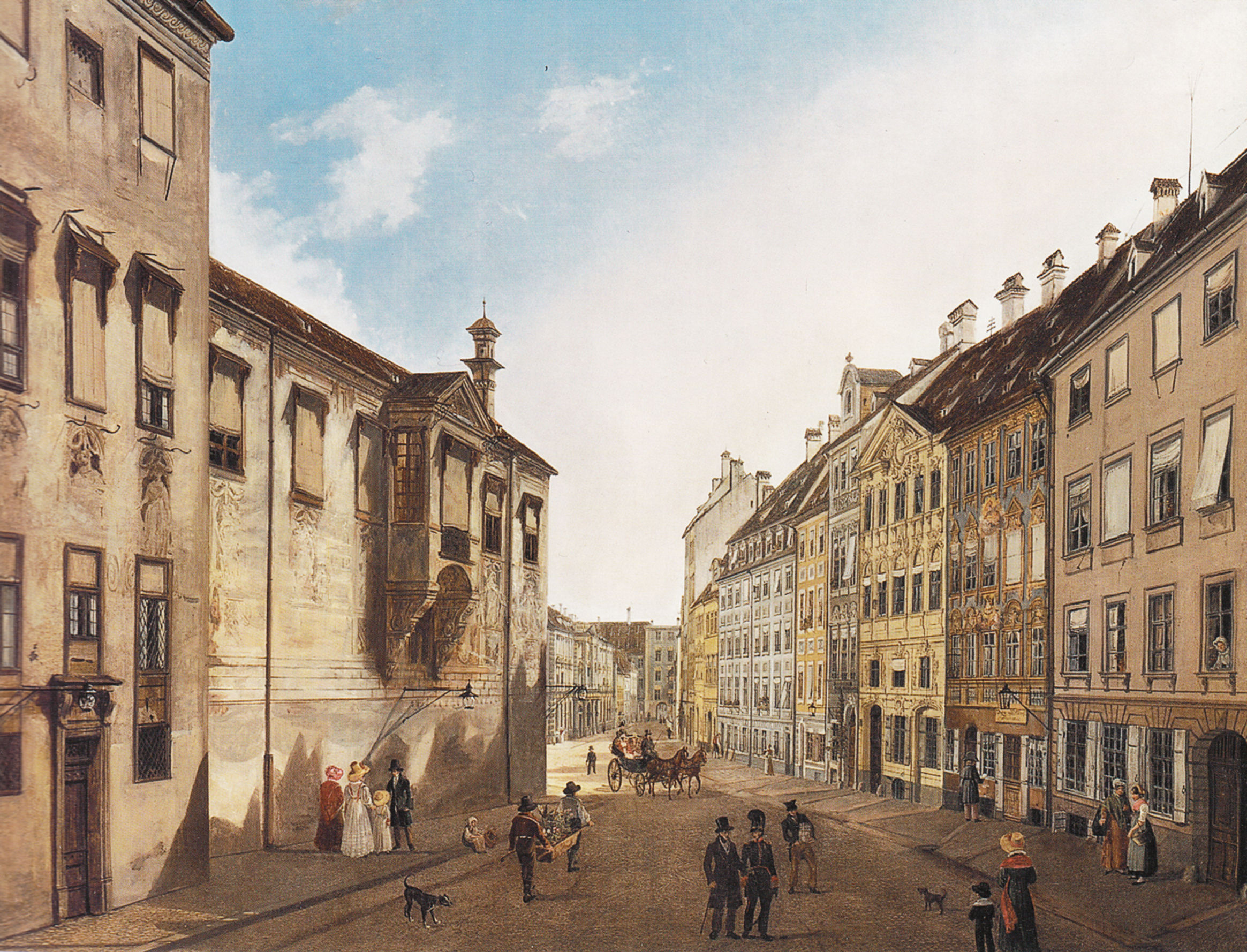
Domenico Quaglio: Die Residenzstraße mit Fernsicht nach Süden auf den Max-Joseph-Platz im Jahr 1826

An ihr lag bis 1817 das Schwabinger Tor, das seit der Ersten Stadterweiterung 1327 die nördliche Begrenzung der Stadt war. Die Münchner Residenz, Fürstensitz der Wittelsbacher, hervorgegangen aus der im 14. Jh. errichteten Neufeste; sie besteht aus 3 Hauptgebäuden: Alte Residenz (1600–1619 unter Herzog Maximilian I.), Königsbau (1826–1835 unter König Ludwig I.) und Festsaalbau (1832–1842 ebenfalls unter Ludwig I.); das Antiquarium (1569–1571) ist der älteste, noch erhaltene Bau (um 1619).
In der Residenzstraße brach am 9. November 1923 der Hitlerputsch zusammen, als nach Gewaltanwendung durch die Putschisten diese durch die Bayerische Landespolizei gestoppt wurden; es gab Tote auf beiden Seiten.

## Lage und Architektur
Die Residenzstraße grenzt an die Dienerstraße an den Einmündungen der Schrammerstraße und dem Hofgraben, führt vom Marienhof, wo sie die Maximilianstraße und Perusastraße kreuzt, am Max-Joseph-Platz vorbei, bis zum Platz vor der Feldherrnhalle und dem anschließenden Odeonsplatz. Sie ist in voller Länge Fußgängerzone. An ihr liegen unter anderem das Baudenkmal Residenzstraße 13, das Palais Preysing und das Palais Toerring-Jettenbach an der Ecke Maximilianstraße. Von ihr zweigt hinter der Feldherrnhalle die Viscardigasse (im Volksmund „Drückebergergasse“) zur Theatinerstraße ab. Zahlreiche Fußgängerpassagen verbinden die Residenzstraße mit der Theatinerstraße, etwa die Residenzpassage die über Innenhöfe Verbindung zur Eilles Passage und zur Perusapassage herstellt, ebenso die Theatinerpassage. Nach Osten gehen Passagen Richtung Apothekenhof, Kapellenhof, Grottenhof, Comitéhof und Königsbauhof ab.

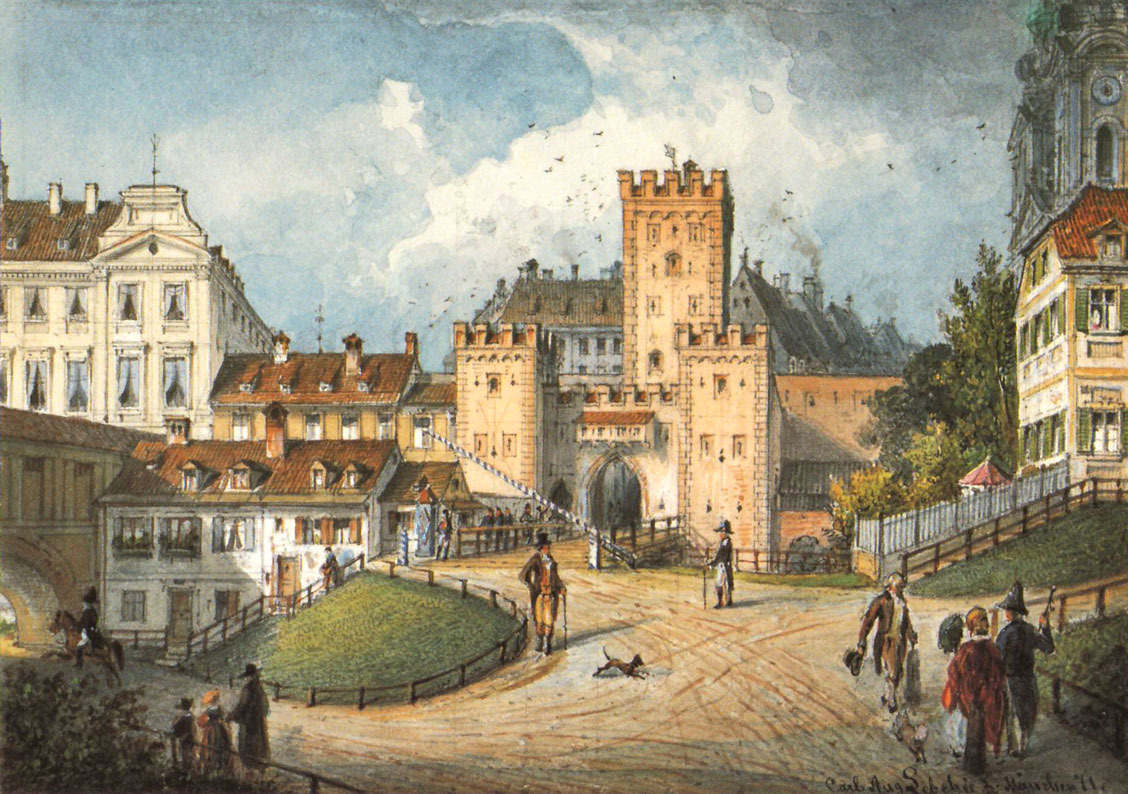
Schwabinger Tor
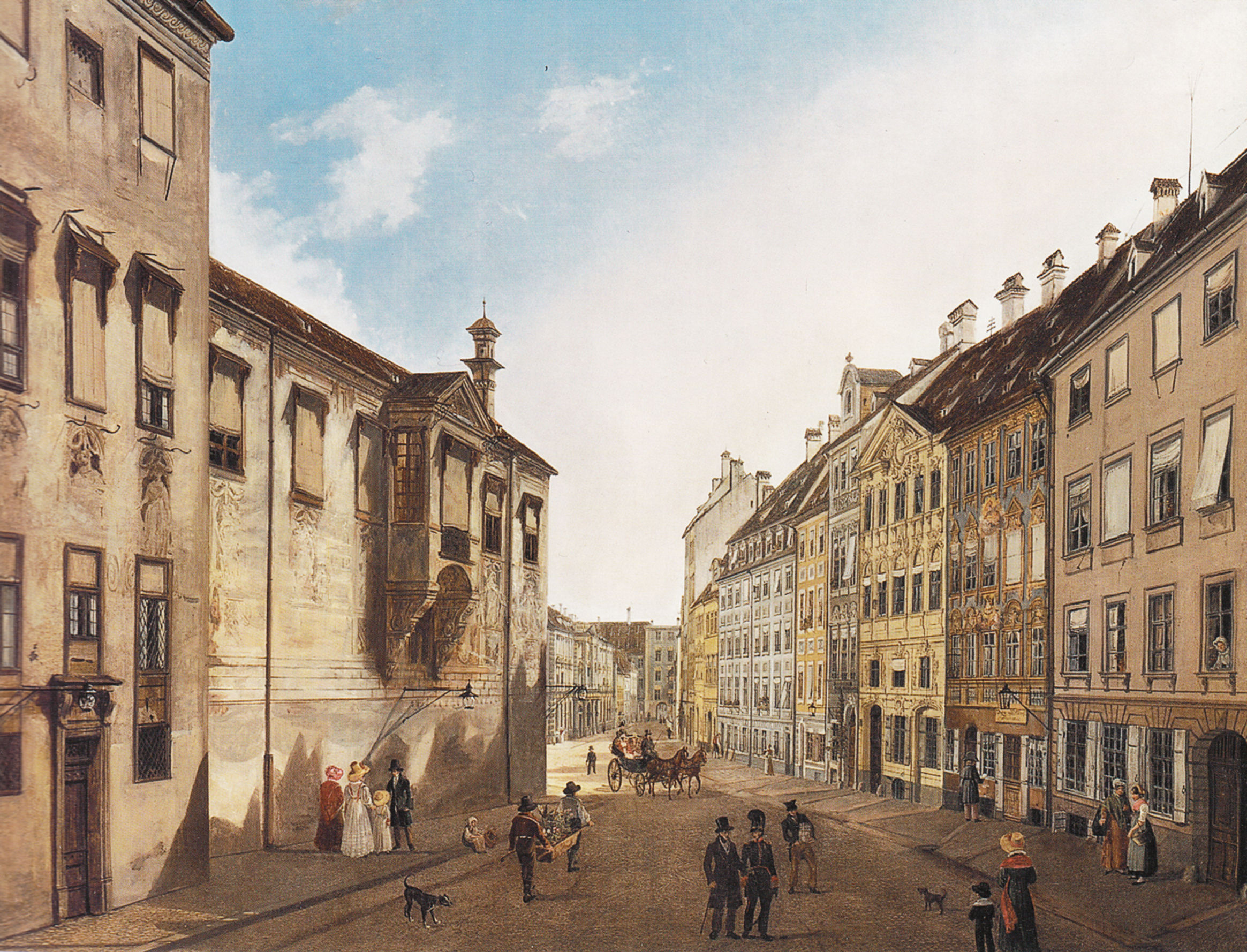
Die Residenzstraße Richtung Max-Joseph-Platz, 1826 von Domenico Quaglio
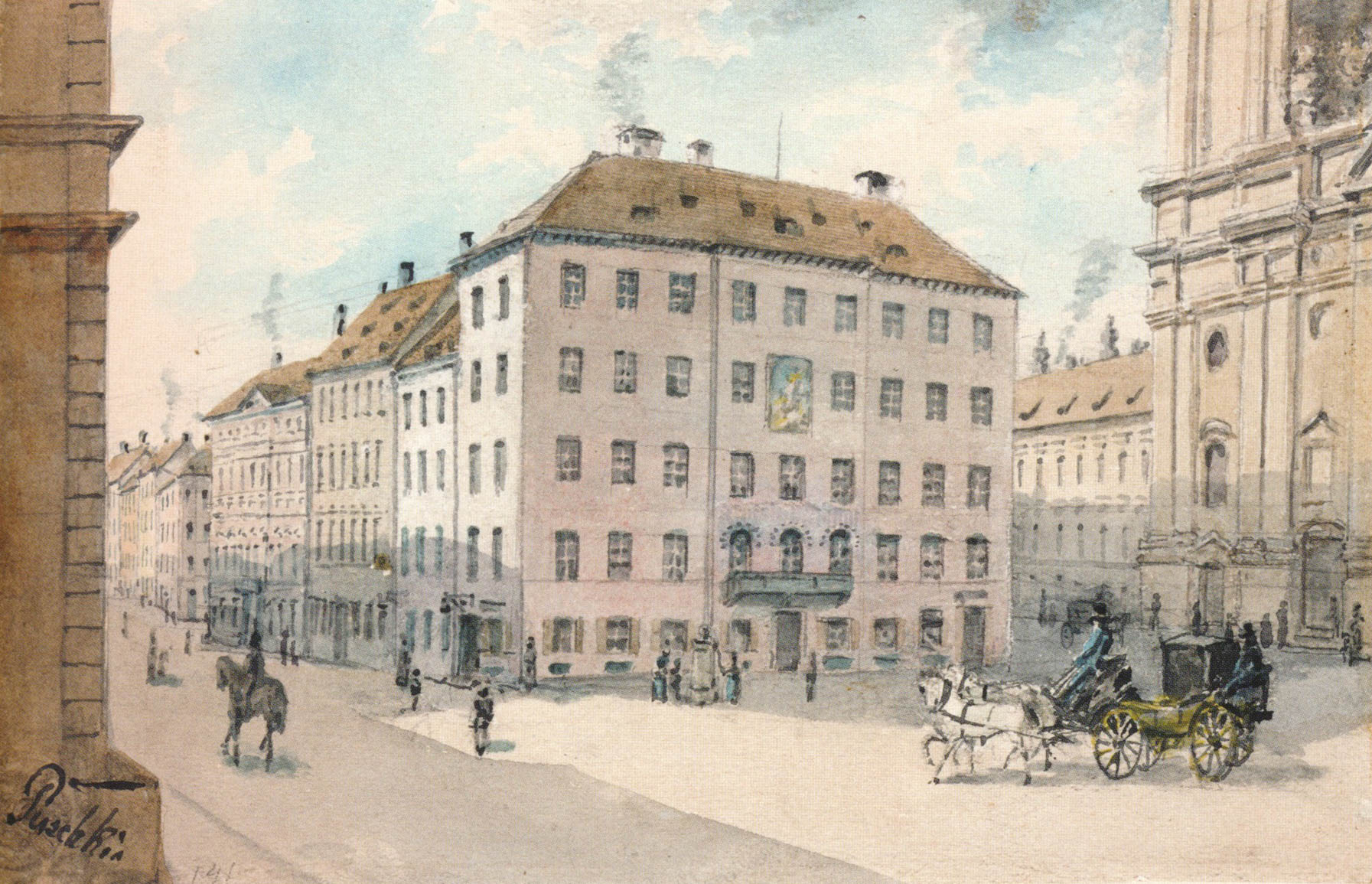
Bierwirtschaft Zum Bauerngirgl, 1840 – vor Errichtung der Feldherrnhalle; links die Residenzstraße
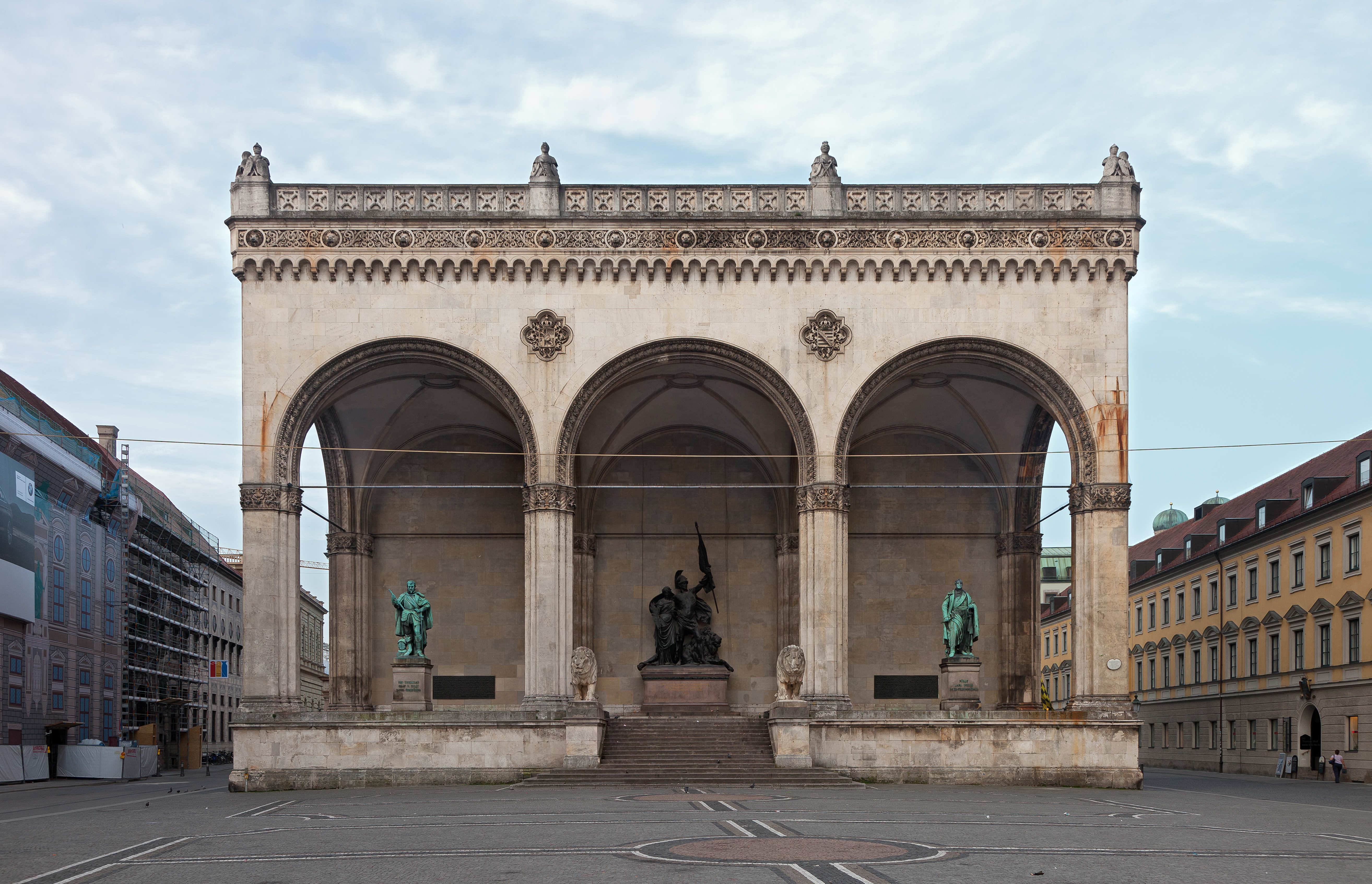
Feldherrnhalle: links die Residenzstraße, rechts die Theatinerstraße
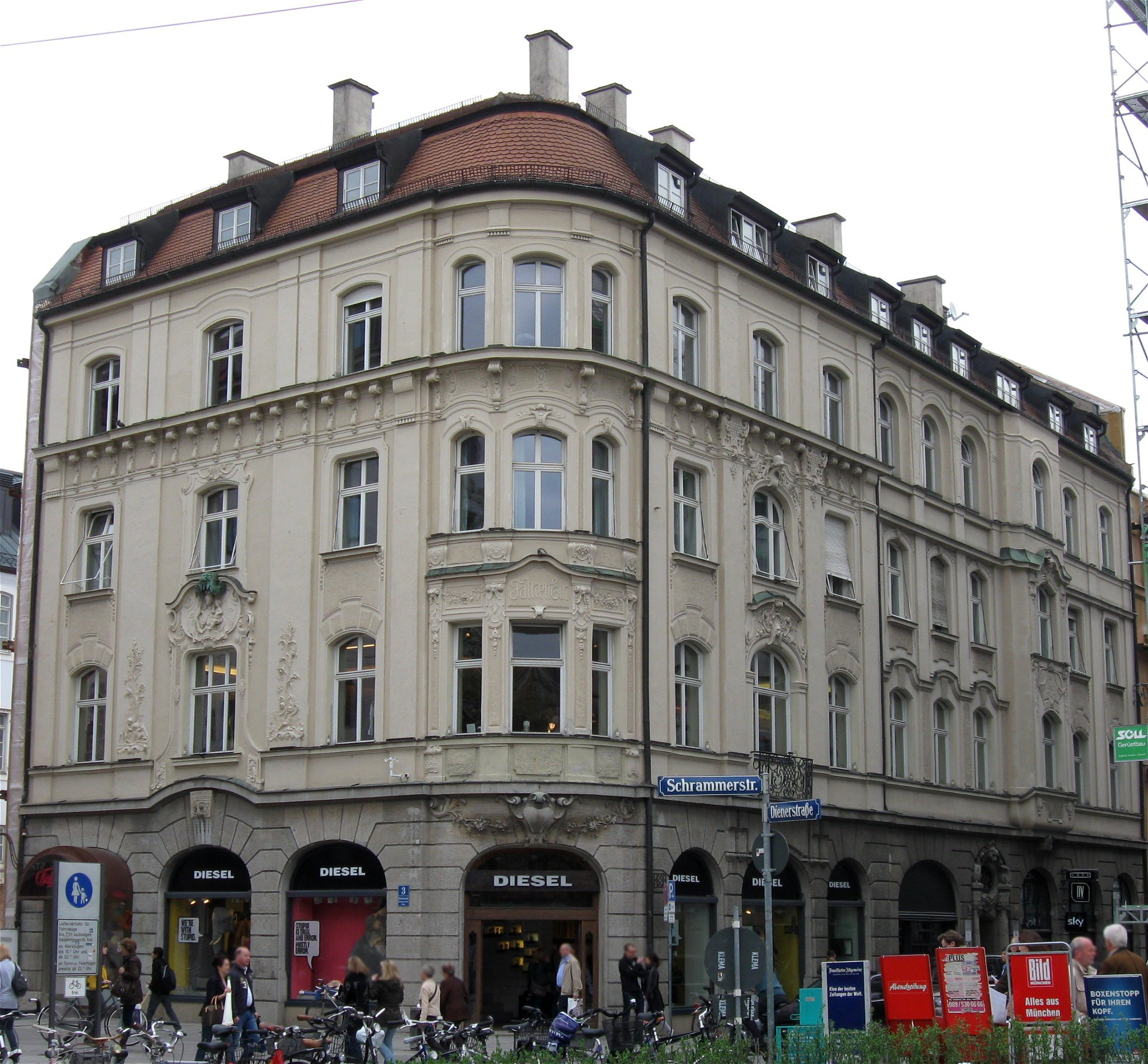
Residenzstraße 3
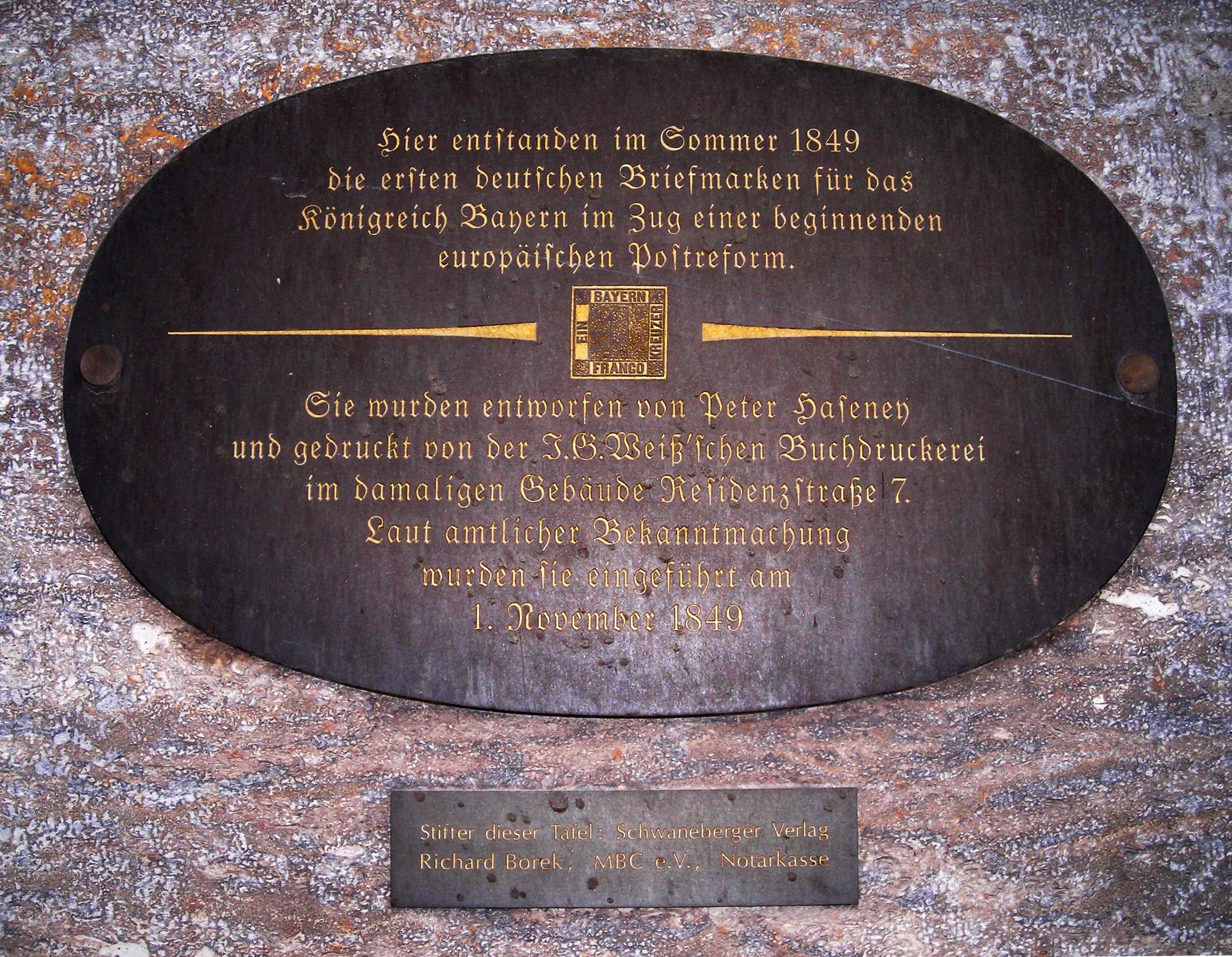
Gedenktafel Residenzstraße 7 – Einführung der ersten Briefmarke, 1. November 1849
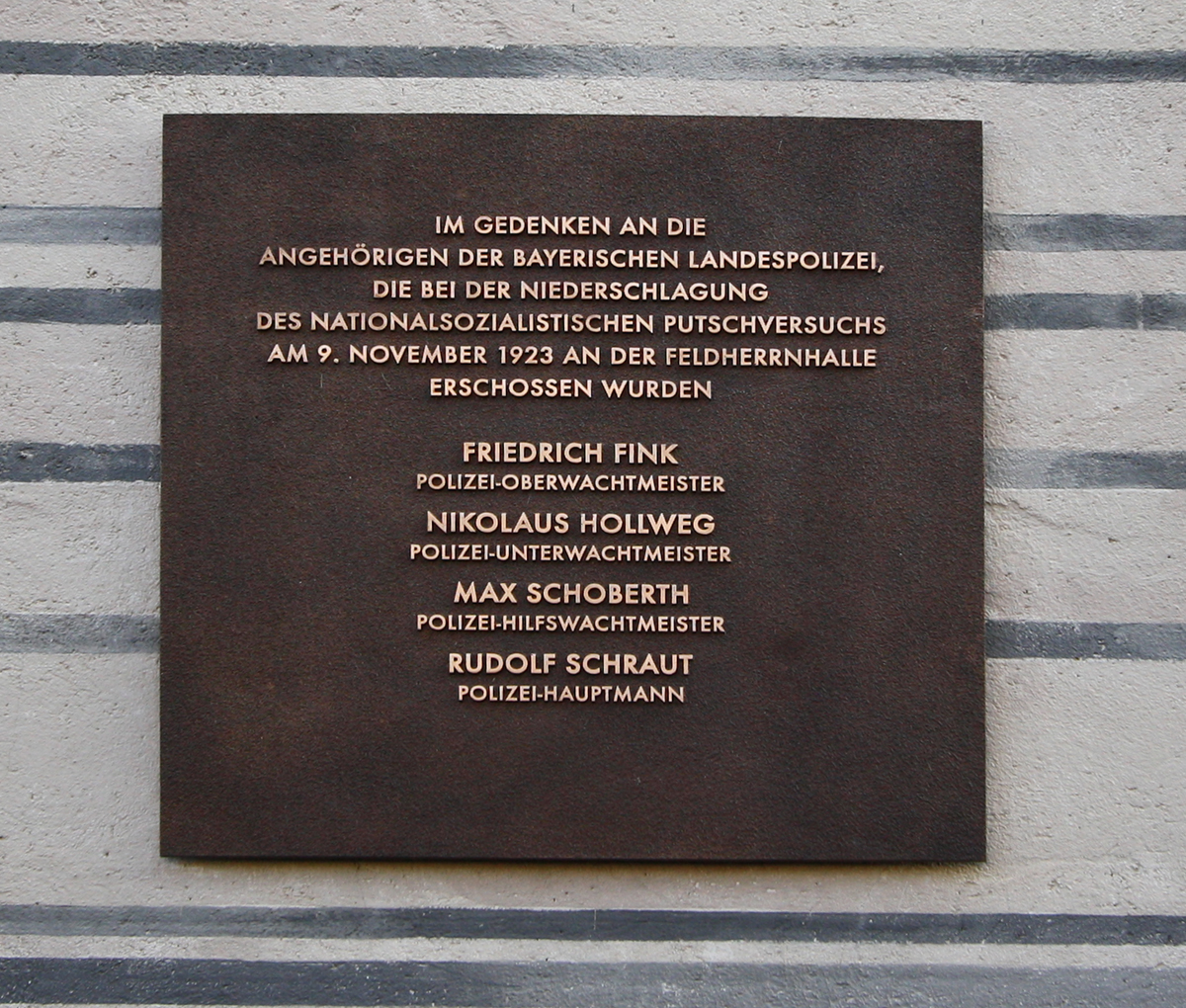
Am 9. November 2010 enthüllte neue Gedenktafel an der Münchner Residenz. Sie erinnert an die vier getöteten Polizeibeamten, die bei dem Schusswechsel während des Hitlerputsches am 9. November 1923 vor der Münchner Feldherrnhalle ums Leben kamen.
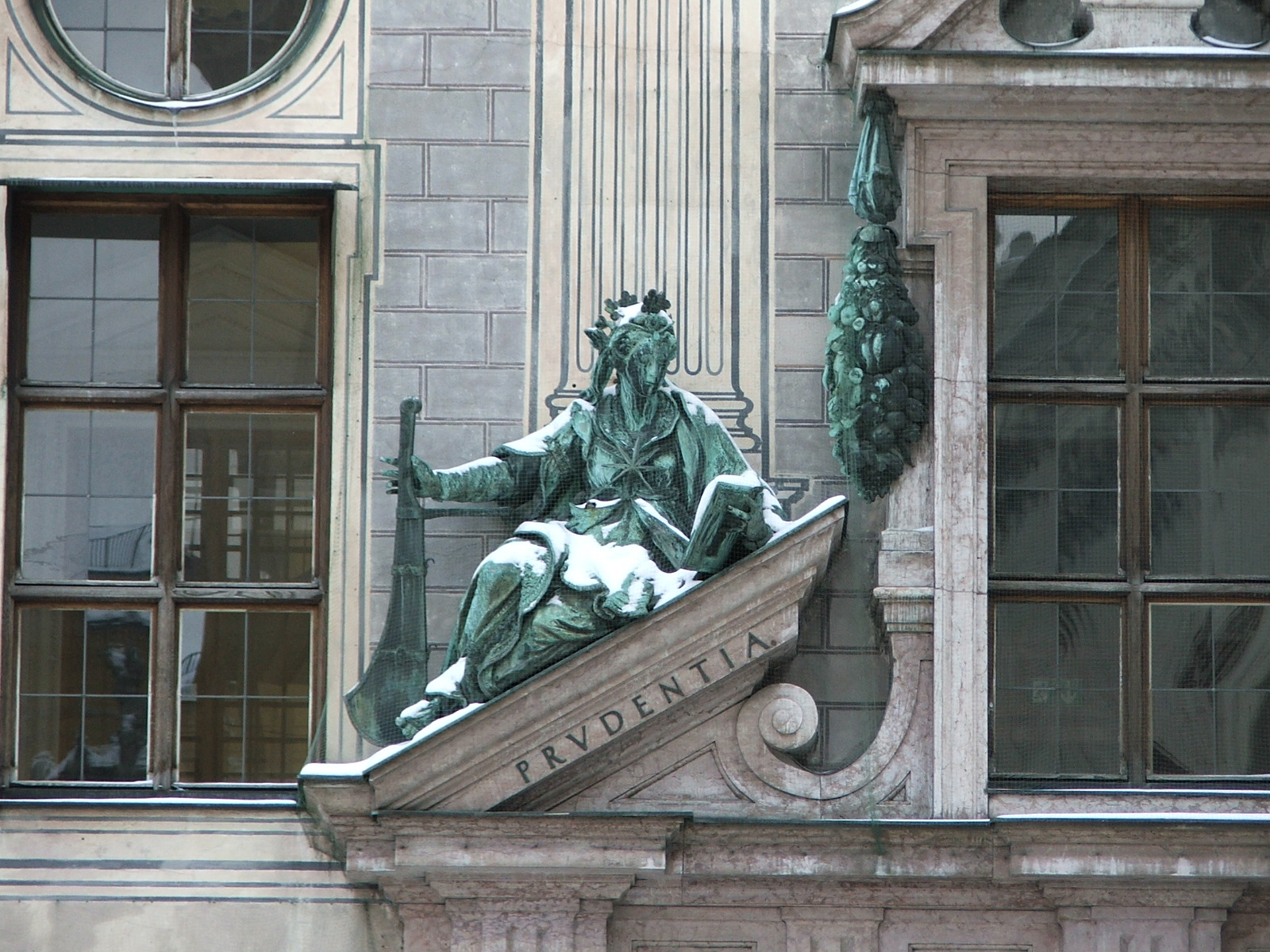
Bronzestatue von Prudentia in der Residenzstrasse, Eingang zum Kaiserhof
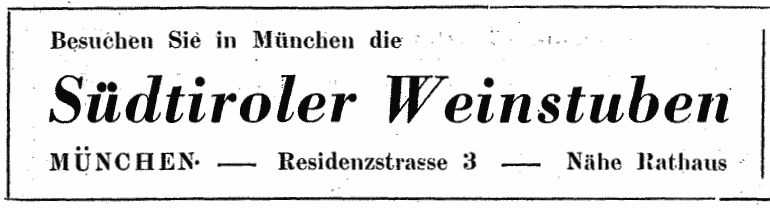
Südtiroler Weinstuben, Residenzstraße 3, Werbeschaltung in Der Standpunkt, März 1954
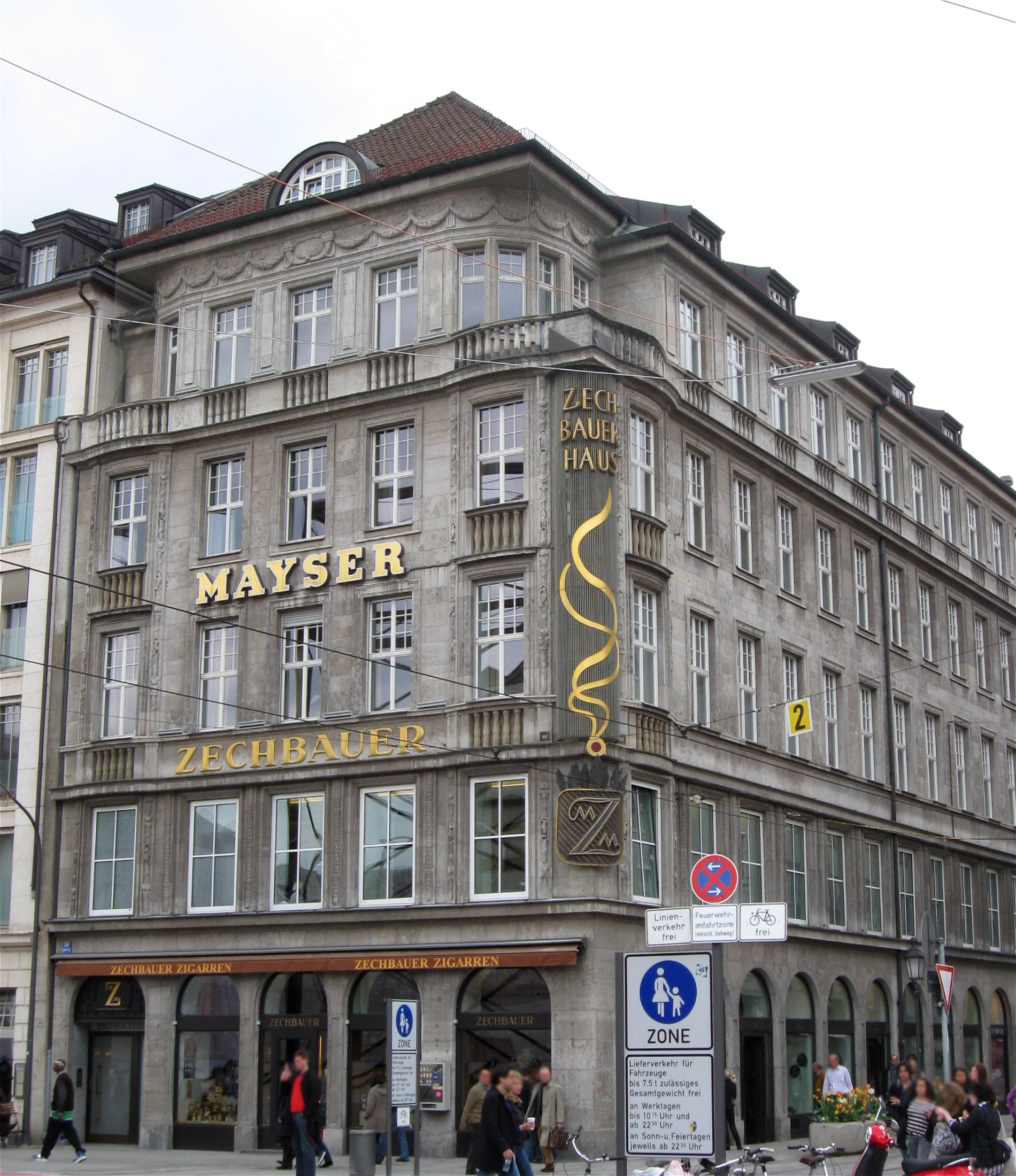
Residenzstraße 10
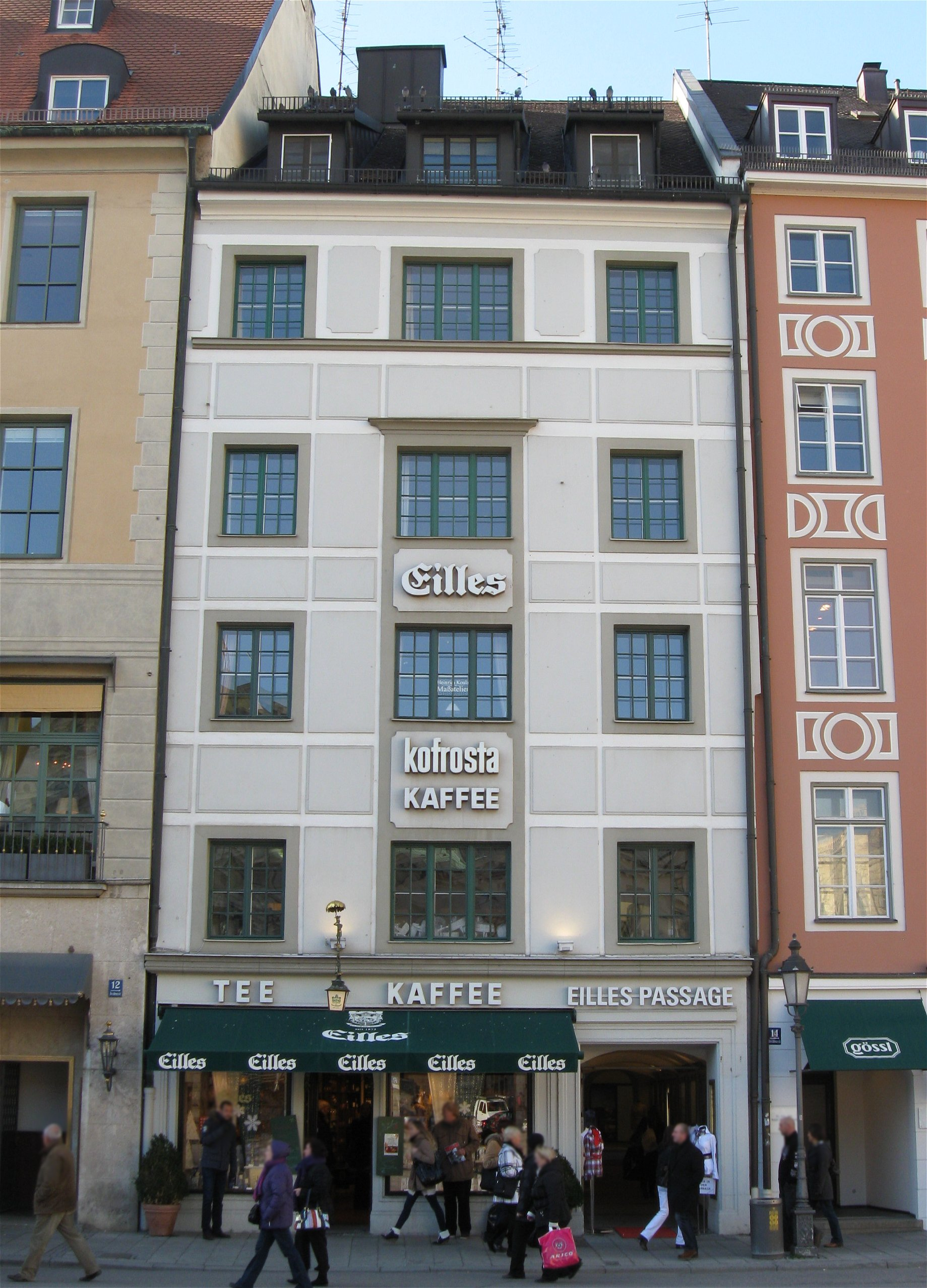
Residenzstraße 13
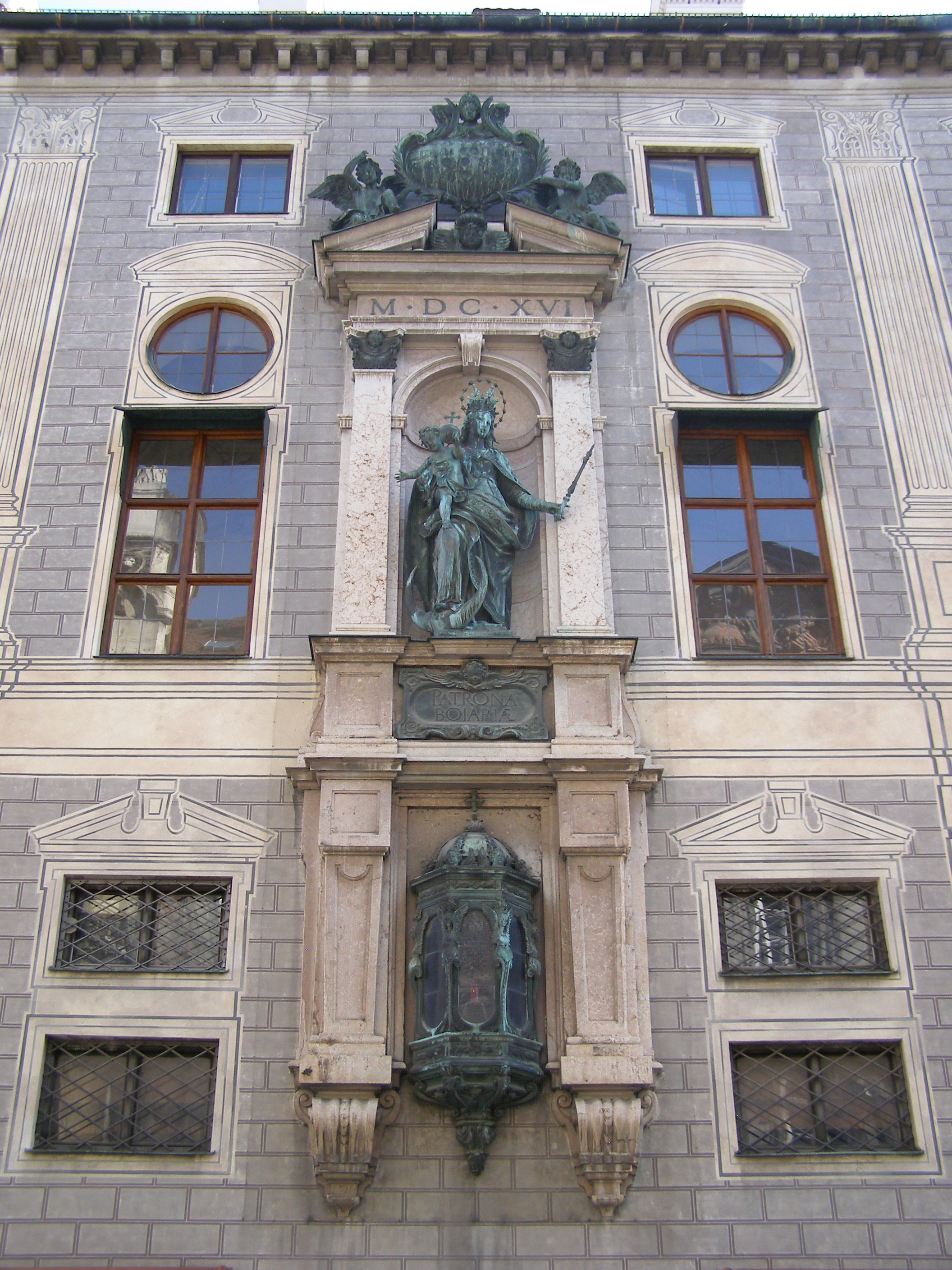
Skulpturen
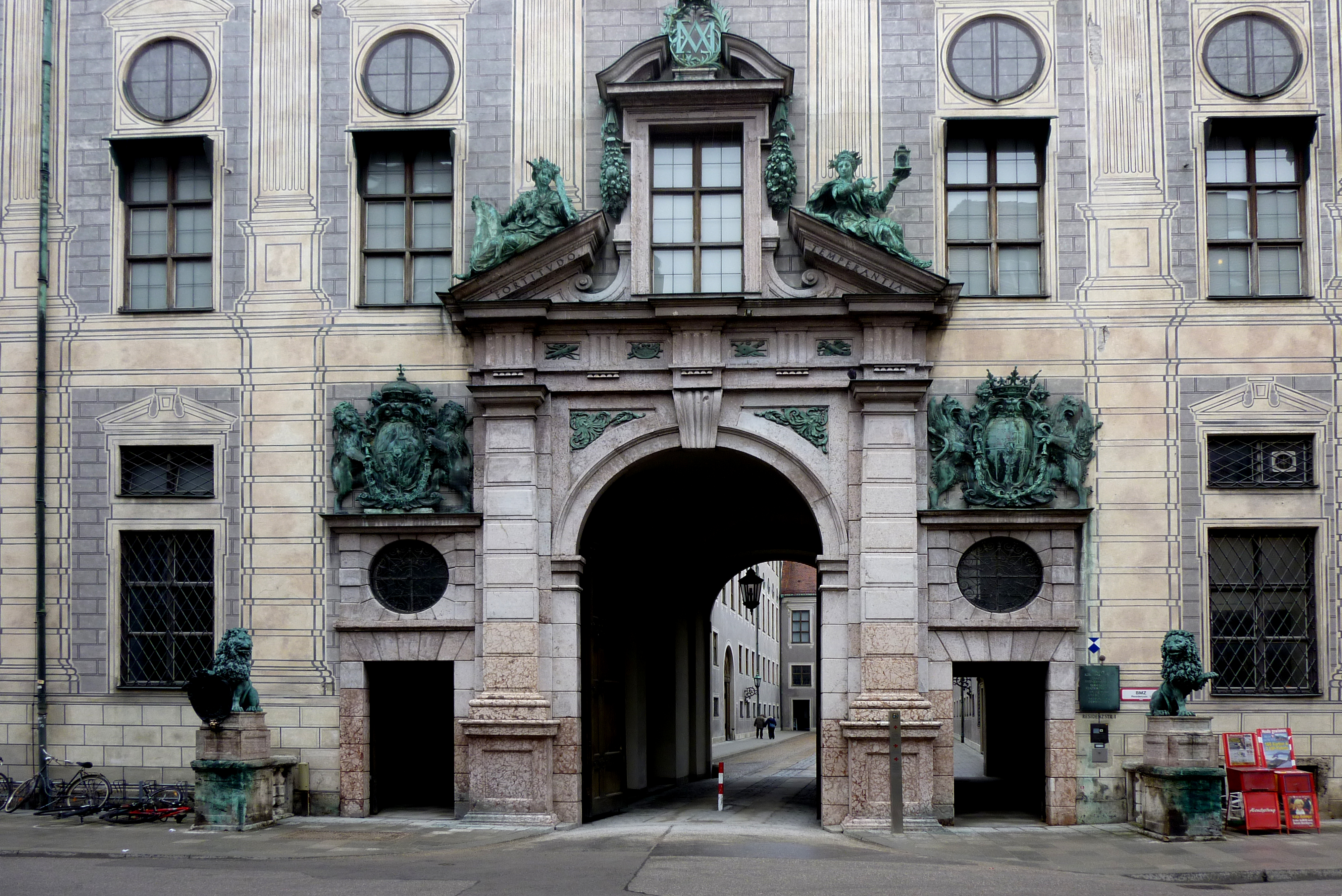
Eingang zur Münchner Residenz
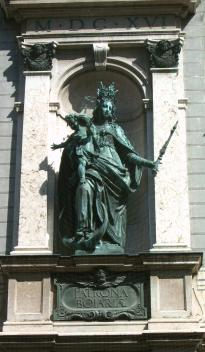
Patrona Bavariae an der Münchner Residenz
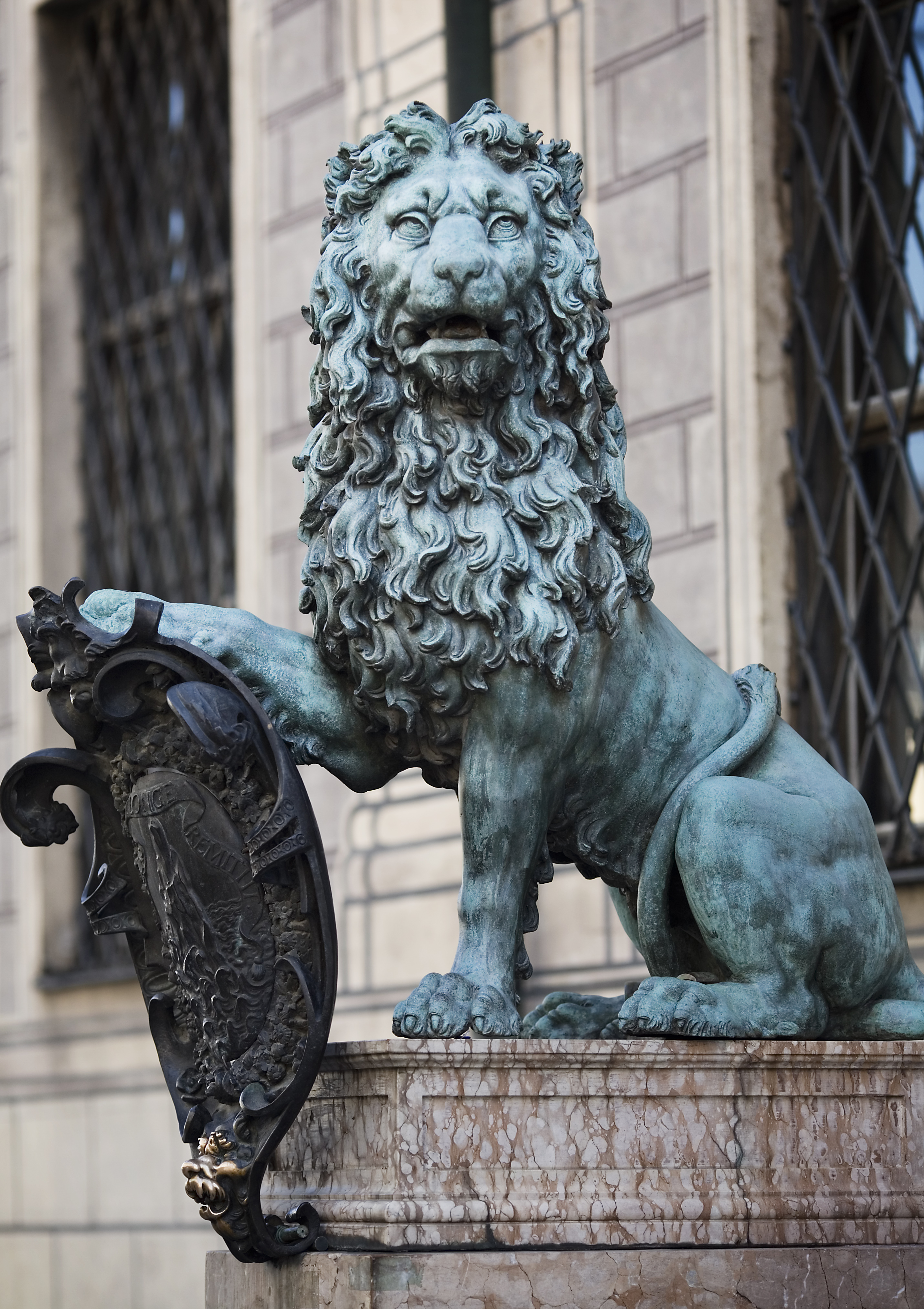
Bayerischer Löwe in der Residenzstraße
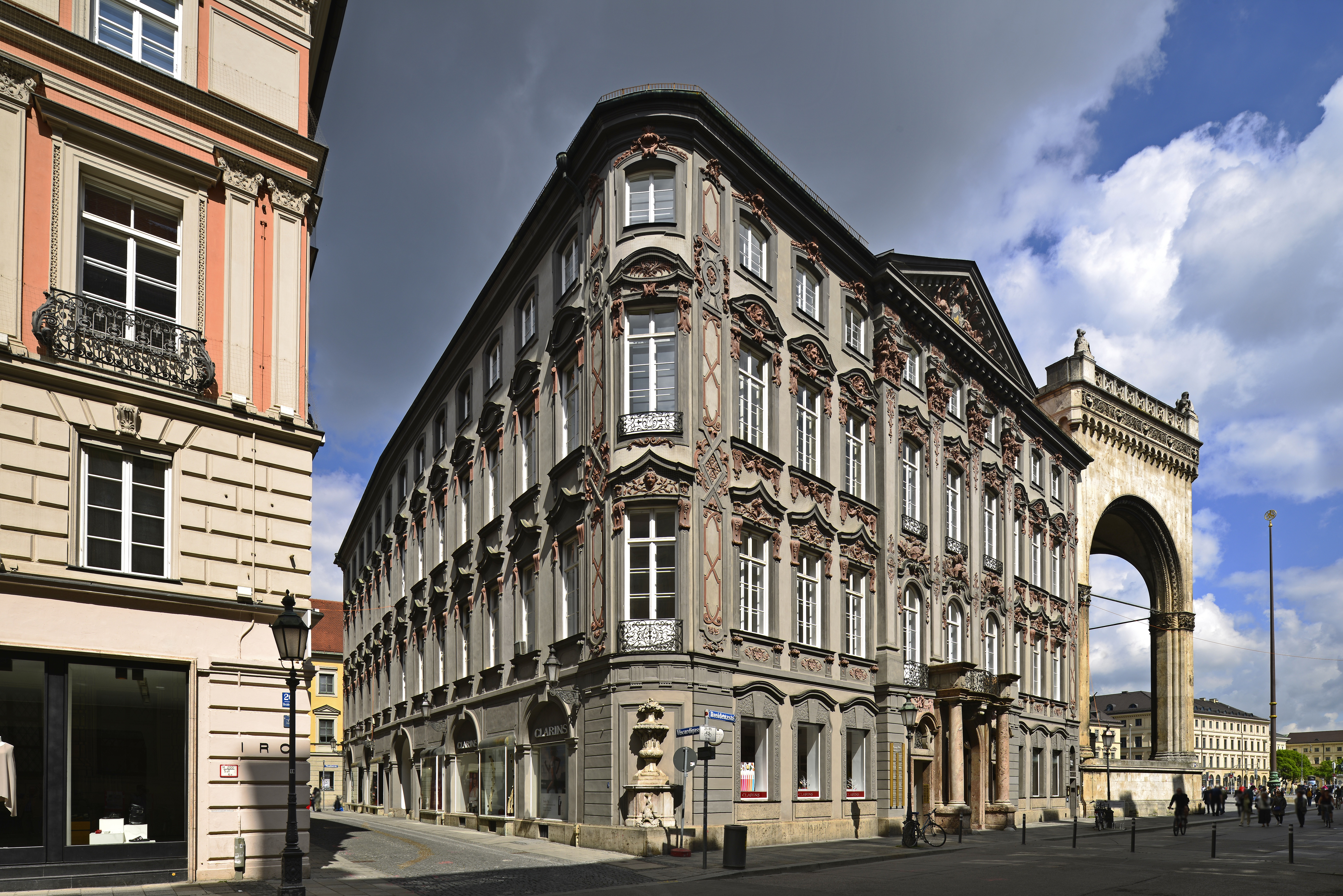
Ostfassade des Palais Preysing in der Residenzstraße
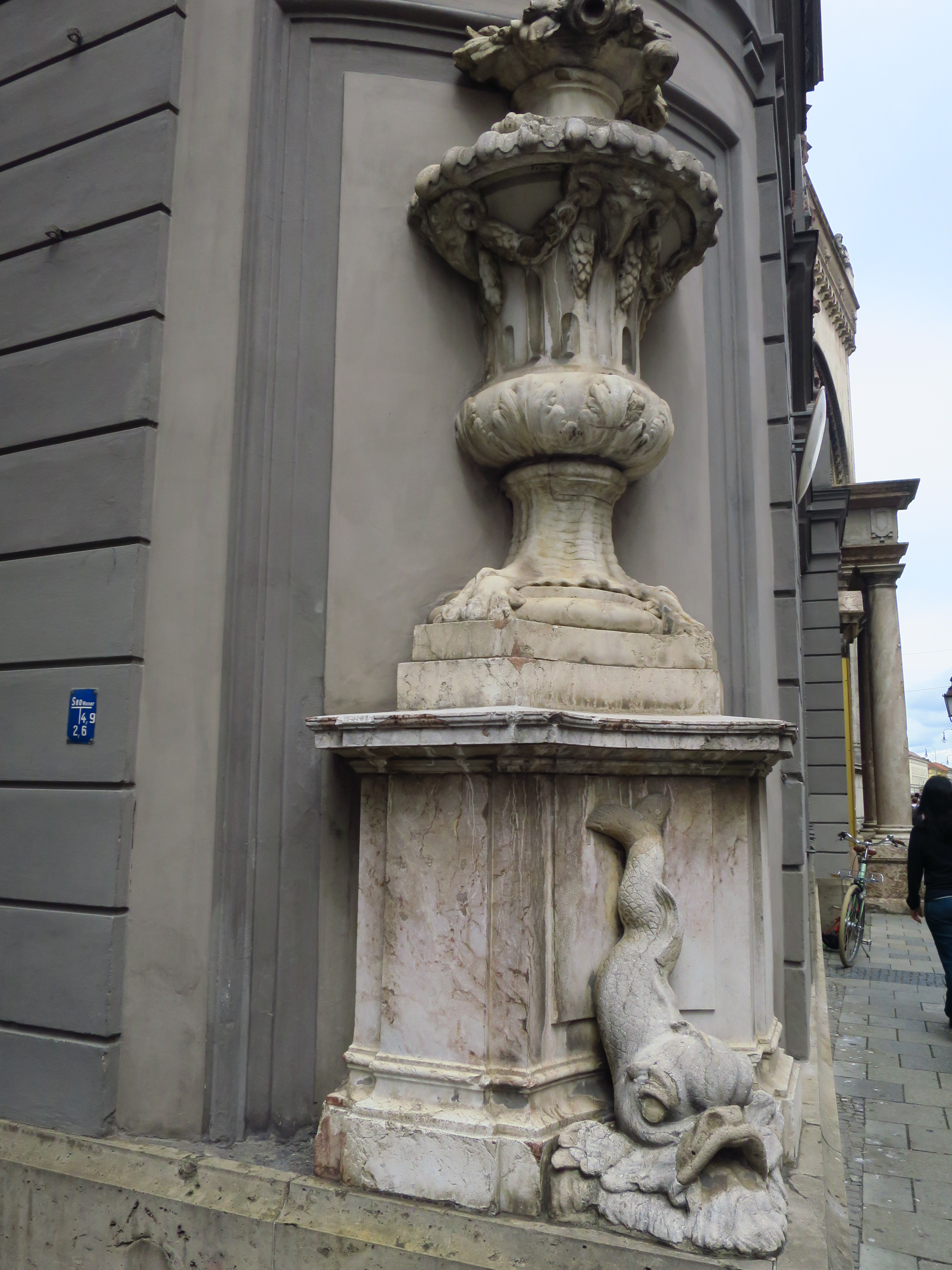
Skulptur Ecke Residenzstraße/Viscardigasse